# برگزار کورل
برگزار گوکچه کورل ارگنچ (به ترکی استانبولی: Bergüzar Korel؛ زادهٔ ۲۶ آگوست ۱۹۸۲) مدل و بازیگر اهل ترکیه است. وی با بازی در سریال کارادایی به شهرت رسید.

## زندگی‌نامه
برگزار کورل دوران کودکی خود را در اولوس، منطقه‌ای نزدیک بشیکتاش، استانبول گذراند و در رشته تئاتر در دانشگاه هنرهای زیبای معمار سنان تحصیل کرد. کورل با فیلم سینمایی آشیانه گرگ‌ها: عراق فعالیتش را آغاز کرد. در سال ۲۰۰۶ با بازی در سریال هزار و یک شب مطرح شد، سریالی که نه تنها در ترکیه بلکه در کشورهای عربی و اروپای شرقی نیز طرفداران زیادی دارد. او همچنین در یک قسمت از فیلم حریم سلطان به عنوان بازیگر مهمان به ایفای نقش پرداخت. از سال ۲۰۱۲ تا ژوئن ۲۰۱۵ در سریال کارادایی در نقش فریده شاد اوغلو بازی کرد. برای بازی در این سریال جوایز متعددی کسب کرد و شهرت و محبوبیتش چند برابر شد.

## زندگی شخصی
پدر و مادرش، تانجو کورل و هولیا دارجان هر دو بازیگر بودند. او همچنین یک خواهر بزرگ‌تر دارد که سال‌های زیادیست در آمریکا زندگی می‌کند. در سال ۲۰۰۹ او با بازیگر نقش مقابلش خالد ارگنچ در سریال هزار و یک شب ازدواج کرد.